# Guillem Amengual
Guillem Amengual (Palma, s. XIX), fou un mestre de cant, professor de piano i compositor mallorquí.
L'any 1847 era un professor de piano reconegut amb mèrit, juntament amb Sancho, Tortell, Vanrell i altres. L'any 1860 fou fundador i director de la Societat Hermandad Filarmònica juntament amb el seu amic Salvador Ferrer.
Pel que fa a les seves obres podem encaixar-les dins música escènica però també dins música per a cor i orquestra. Podríem dir que va ser un compositor molt versàtil que s'adaptava a diferents estils. De fet, en un primer lloc, una de les seves obres fou Dido denicia o El amor de una mujer sarsuela escrita l'any 1886. L'autor de la peça fou Bartolomé Comellas y Gordiola que escrigué un tema de caràcter clàssic per a teatre mallorquí del s. XIX i Guillermo que el musicà.
Cal tenir en compte que a Mallorca trobem escassa influència de la literatura clàssica i llatina, ja que el Romanticisme està molt emergent en aquest moment i s'interessa per unes temàtiques diferents. Tots els escriptors de la Renaixença no mostren continguts molt originals sobre el seu coneixement clàssica banda de les traduccions o imitacions de filòsofs com Virgili, Horaci, Tíbulo o Homer. Tenint en compte aquest context, l'obra anomenada ens mostra un coneixement profund sobre la Eneida en els 4 primers cants, de fet en el primer acte la segueix amb més o menys fidelitat, tot i això podem apreciar les característiques pròpies de l'època romàntica. Utilitza elements d'altres obres anteriors i redueix el nombre de personatges descartant a figures com els déus. En el 2n acte és on podem apreciar elements comuns amb el teatre romàntic com la constant tensió i solució, conflictes i canvis ràpids pròpiament del melodrama. La primera versió literària sense cites clàssiques apareix l'any 1860, i el mateix any es feren dues edicions, però saben que es posa en escena com a sarsuela tràgica el 14 d'abril de 1866 al teatre príncep d'Astúries amb la col·laboració de l'empresari Sr. Sabater i el jove violinista que formà part de l'orquestra, Don Miguel Marqués. Encara i així, pot ser per la seva singularitat que comporta a mitjans del s. XIX, no va tenir èxit en la societat mallorquina del moment i passà com una obra desapercebuda.
Aquesta obra comença amb un pròleg que conté una cita d'Horaci:
Sunt delicta tamen, quibus ignouisse uelimus.
Nam neque corda sonum reddit, quem uult manus et mens:
poscentique grauem persaepe remittit acutum:
nec semper feriet quodcumque minabitur arcus.
En segon lloc trobem música per a cor i orquestra com: Oratorio en obsequio de la Santíssima Trinidad i Trisagio a gran orquestra (1846). Aquesta darrera és una antiquísima oració grega que es repetia 3 vegades encara que Guillermo Amengual no repeteix la lletra.

## Obres[1]
- Dido denicia o El amor de una mujer (1886)
- Oratorio en obsequio de la Santíssima Trinidad
- Trisagio a gran orquestra (1846)